# PRIKIL
PRIKIL（プリキル、朝: 프리킬）は、日本のガールズグループである。所属事務所はFNCエンターテインメントJAPAN。

## 概要
2021年から2022年に日本テレビで放送、Huluなどで配信されたガールズグループデビューサバイバル番組『Who is Princess?』におけるオーディションを経て選ばれたRINKO、UTA、NANA、RIN、YUKINOの女子中学生5人で結成された。2022年5月4日にシングル「SOMEBODY」でメジャーデビュー。FNCエンターテインメントJAPANによる初のガールズグループである。ファンダム名は「PREMIER」（プレミア）で、「PRIKILにとってファンのみなさんは一番大切な存在であり、最高の友だちだから最優先」という思いが込められている。

## 経歴
2021年10月から2022年1月まで日本テレビで放送、Huluなどで配信されたガールズグループデビューサバイバル番組『Who is Princess?』にて、練習生15人の4ヶ月間にわたるオーディションを経て、最終的にデビューメンバーに選ばれたRINKO、UTA、NANA、RIN、YUKINOの女子中学生5人で結成された。
2022年1月23日、情報番組『シューイチ』内コーナーとして放送されていた『Who is Princess?』ダイジェスト版がこの日をもって最終回を迎え、デビューメンバー5人とグループ名が発表された。グループ名は、『Who is Princess?』の「PRINCESS」と、致命的な魅力を意味する「KILL」を組み合わせた合成語で、「世界を魅了する素晴らしいPRINCESS」という意味が込められている。5人は司会の西川貴教とともにスタジオに生出演し、番組テーマソング「FUN」のPRIKIL版を初披露し、併せて5月のデビューを目指すことを公表した。同年3月5日、京セラドーム大阪で開催された「EXIA Presents KANSAI COLLECTION 2022 SPRING & SUMMER」に出演し、初の有観客でのライブパフォーマンスを披露した。
2022年5月4日、1stシングル『SOMEBODY』をリリースし、デビュー。
FNC ENTERTAINMENTが2019年以来3年ぶりに開催した『2022 FNC KINGDOM -STAR STATION-』に初参加。
DVD/Blu-rayが2023年7月19日に発売。
12月31日にPRIKILオフィシャルサイトにてRINKO、UTAがFNCエンターテインメントJAPANとの契約を終了することを発表した。
2024年4月30日17時をもってオフィシャルファンクラブ『PREMIER』がサービスを終了した。その後、RINのInstagramの存在が確認された。このことから、RINは事実上この頃にFNCエンターテインメントJAPANとの契約を終了したとみられる。
2025年5月頃にYUKINOがInstagramを開設したことが確認された。このことから、YUKINOは事実上この頃にFNCエンターテインメントJAPANとの契約を終了したとみられる。

## メンバー

### 現メンバー
| 名前           | 生年月日             | 身長  | 出身地 | ポジション     | メンバーカラー | 備考                                                                                             |
| -------------- | -------------------- | ----- | ------ | -------------- | -------------- | ------------------------------------------------------------------------------------------------ |
| NANA ナナ 나나 | 2007年6月6日（18歳） | 165cm | 東京都 | メインダンサー | 青             | - 2023年、韓国SBSのオーディション番組「UNIVERSE TICKET」に参加し、UNISのメンバーとしてデビュー。 |

### 元メンバー
| 名前                 | 生年月日              | 身長  | 出身地 | ポジション                         | メンバーカラー | 備考 |
| -------------------- | --------------------- | ----- | ------ | ---------------------------------- | -------------- | --- |
| RINKO リンコ 린코    | 2007年2月11日（18歳） | 158cm | 千葉県 | メインボーカル リーダー            | 黄             | - 2023年12月31日契約終了 - 2025年8月20日にARISEとしてデビュー予定。                                     |
| UTA ウタ 우타        | 2006年12月1日（18歳） | 166cm | 大阪府 | サブボーカル                       | ピンク         | - 2023年12月31日契約終了 - 2025年、ABEMAの恋愛リアリティーショー番組「恋する♥週末ホームステイ」に出演。 |
| RIN リン 린          | 2008年1月31日（17歳） | 164cm | 福岡県 | リードボーカル ラップ サブリーダー | 緑             | - 2024年頃契約終了                                                                                      |
| YUKINO ユキノ 유키노 | 2007年3月12日（18歳） | 157cm | 京都府 | リードダンサー                     | 紫             | - 2023年、韓国SBSのオーディション番組「UNIVERSE TICKET」に参加。 - 2025年5月中旬頃契約終了              |

## 音楽的な特徴

### 影響
メンバー5人とも歌手を目指したきっかけとしてK-POPのミュージシャンの名前を挙げている。RINKOは小さい時から踊ったり歌ったりすることが好きで、少女時代やKARAの真似を家族の前で披露していた。そして「K-POPのアーティストのようになりたい」と思い始めたのが中学1、2年生の時だった。RINKOは憧れのアーティストとしてTWICEのジヒョの名前を挙げている。UTAは兄がBTSの大ファンで、彼に勧められて視聴した「ON」のミュージック・ビデオで感動したのをきっかけに歌手を目指すようになった。NANAは、小さい時からダンスを習っており、それを生かした職業に就きたいと考えていたが、小学6年生の時に見たBTSのパフォーマンスに圧倒され歌手を志した。RINは歳の離れた姉の影響でK-POPにはまり、4minuteのヒョナのパフォーマンスを見て「ヒョナさんみたいに独自の世界観を出せるアーティストになりたい」と思った。YUKINOは13歳の時に友人から見せてもらったITZYの「WANNABE」のパフォーマンス映像がきっかけとなった。YUKINOは憧れのアーティストとして(G)I-DLEのウギの名前を挙げている。

## ディスコグラフィ

### シングル
| No. | 発売日       | タイトル | オリコン 最高順位 | 認定 | 収録アルバム |
| --- | ------------ | -------- | ----------------- | ---- | ------------ |
| 1st | 2022年5月4日 | SOMEBODY | 12                |      | 未定         |

## 出演

### 配信番組
- WE ARE PRIKIL -Prologue-（2022年2月13日 - 3月13日、全5回、Hulu）

### イベント
- EXIA Presents KANSAI COLLECTION 2022 SPRING & SUMMER（2022年3月5日）[10]
- マイナビ 東京ガールズコレクション 2022 SPRING/SUMMER（2022年3月21日）
- 日韓交流おまつり2022 in Tokyo（2022年9月24日）[11]
- 『2022 FNC KINGDOM - STAR STATION -』（2022年12月17日・18日）[12]